# Horvátország a 2022. évi téli olimpiai játékokon
Horvátország a kínai Pekingben megrendezett 2022. évi téli olimpiai játékok egyik részt vevő nemzete volt. Az országot az olimpián 3 sportágban 11 sportoló képviselte, akik érmet nem szereztek.

## Alpesisí
Férfi
| Versenyző     | Versenyszám      | 1. futam | 1. futam | 2. futam | 2. futam | Összesítés | Összesítés |
| Versenyző     | Versenyszám      | Idő      | Hely.    | Idő      | Hely.    | Idő        | Helyezés   |
| ------------- | ---------------- | -------- | -------- | -------- | -------- | ---------- | ---------- |
| Samuel Kolega | Óriás-műlesiklás | 1:06,53  | 24.      | 1:10,75  | 23.      | 2:17,28    | 21.        |
| Samuel Kolega | Műlesiklás       | 55,54    | 18.      | 50,42    | 6.       | 1:45,96    | 15.        |
| Filip Zubčić  | Óriás-műlesiklás | 1:04,69  | 15.      | 1:07,40  | 9.       | 2:12,09    | 10.        |
| Filip Zubčić  | Műlesiklás       | 55,79    | 21.      | 50,89    | 17.      | 1:46,68    | 18.        |
| Matej Vidović | Műlesiklás       | 56,57    | 26.      | 50,79    | 14.      | 1:47,36    | 20.        |

Női
| Versenyző     | Versenyszám      | 1. futam      | 1. futam      | 2. futam | 2. futam | Összesítés | Összesítés |
| Versenyző     | Versenyszám      | Idő           | Hely.         | Idő      | Hely.    | Idő        | Helyezés   |
| ------------- | ---------------- | ------------- | ------------- | -------- | -------- | ---------- | ---------- |
| Andrea Komšić | Óriás-műlesiklás | nem indult    | nem indult    | kiesett  | kiesett  | kiesett    | kiesett    |
| Andrea Komšić | Műlesiklás       | nem ért célba | nem ért célba | kiesett  | kiesett  | kiesett    | kiesett    |
| Zrinka Ljutić | Óriás-műlesiklás | 1:02,50       | 35.           | 1:01,27  | 27.      | 2:03,77    | 28.        |
| Zrinka Ljutić | Műlesiklás       | 55,03         | 26.           | 53,88    | 23.      | 1:48,91    | 25.        |
| Leona Popović | Műlesiklás       | 55,31         | 30.           | 53,11    | 12.      | 1:48,42    | 23.        |

## Rövidpályás gyorskorcsolya
Női
| Versenyző       | Versenyszám | Előfutam | Előfutam | Negyeddöntő | Negyeddöntő | Elődöntő | Elődöntő | B döntő | B döntő | Döntő   | Döntő   | Helyezés |
| Versenyző       | Versenyszám | Idő      | Hely.    | Idő         | Hely.       | Idő      | Hely.    | Idő     | Hely.   | Idő     | Hely.   | Helyezés |
| --------------- | ----------- | -------- | -------- | ----------- | ----------- | -------- | -------- | ------- | ------- | ------- | ------- | -------- |
| Valentina Aščić | 500 m       | 44,681   | 3.       | kiesett     | kiesett     | kiesett  | kiesett  | kiesett | kiesett | kiesett | kiesett | 23.      |
| Valentina Aščić | 1500 m      |          |          | 2:21,456    | 5.          | kiesett  | kiesett  | kiesett | kiesett | kiesett | kiesett | 26.      |

## Sífutás
Távolsági
Férfi
| Versenyző     | Versenyszám | Idő       | Helyezés |
| ------------- | ----------- | --------- | -------- |
| Marko Skender | 15 km       | 48:30,8   | 85.      |
| Marko Skender | 50 km       | 1:30:34,5 | 57.      |

Női
| Versenyző     | Versenyszám | Idő       | Helyezés |
| ------------- | ----------- | --------- | -------- |
| Tena Hadžić   | 10 km       | 36:27,5   | 83.      |
| Vedrana Malec | 10 km       | 34:31,6   | 73.      |
| Vedrana Malec | 30 km       | 1:41:18,6 | 52.      |

Sprint
| Versenyző                 | Versenyszám         | Selejtező | Selejtező | Negyeddöntő | Negyeddöntő | Elődöntő | Elődöntő | Döntő   | Helyezés |
| Versenyző                 | Versenyszám         | Idő       | Hely.     | Idő         | Hely.       | Idő      | Hely.    | Idő     | Helyezés |
| ------------------------- | ------------------- | --------- | --------- | ----------- | ----------- | -------- | -------- | ------- | -------- |
| Marko Skender             | Férfi egyéni sprint | 3:06,86   | 69.       | kiesett     | kiesett     | kiesett  | kiesett  | kiesett | 69.      |
| Tena Hadžić               | Női egyéni sprint   | 3:45,60   | 71.       | kiesett     | kiesett     | kiesett  | kiesett  | kiesett | 71.      |
| Vedrana Malec             | Női egyéni sprint   | 3:33,12   | 53.       | kiesett     | kiesett     | kiesett  | kiesett  | kiesett | 53.      |
| Tena Hadžić Vedrana Malec | Női csapatsprint    |           |           |             |             | 26:29,23 | 10.      | kiesett | 20.      |

## Snowboard
Akrobatika
Női
| Versenyző   | Versenyszám | Selejtező  | Selejtező  | Selejtező  | Selejtező     | Selejtező  | Döntő    | Döntő    | Döntő    | Döntő         | Helyezés |
| Versenyző   | Versenyszám | 1. futam   | 2. futam   | 3. futam   | Jobb eredmény | Hely.      | 1. futam | 2. futam | 3. futam | Jobb eredmény | Helyezés |
| ----------- | ----------- | ---------- | ---------- | ---------- | ------------- | ---------- | -------- | -------- | -------- | ------------- | -------- |
| Lea Jugovac | Big air     | 9,25       | 15,00      | 10,00      | 24,25         | 28.        | kiesett  | kiesett  | kiesett  | kiesett       | 28.      |
| Lea Jugovac | Slopestyle  | nem indult | nem indult | nem indult | nem indult    | nem indult | kiesett  | kiesett  | kiesett  | kiesett       | kiesett  |